# مجموعة القوانين الكنسية
مجموعة القوانين الكنسية مجموعة من المصادر الهامة للقانون الكنسي للكنيسة الكثلية الذي كان ينطبق على الكنيسة اللاتينية. استبدله القانون الكنسي 1971 ‏ الذي دخل حيز التنفيذ في عام 1918. ثم استبدله القانون الكنيس 1983 ‏ وهو تدوين القانون الكنسي المعمول به حاليًا في الكنيسة اللاتينية.